# إلينا فينجا
يلينا فاينجا (بالروسية: Елена Ваенга) (اسمها الحقيقي - يلينا فلاديميروفنا خروليفا ولدت في 27 يناير 1977 سيفيرومورسك ، منطقة مورمانسك ، روسيا) هي مغنية بوب روسية وكاتبة للأغاني.

## وصلات خارجية
- إلينا فينجا على موقع IMDb (الإنجليزية)
- إلينا فينجا على موقع ميوزك برينز (الإنجليزية)
- إلينا فينجا على موقع أول ميوزيك (الإنجليزية)
- إلينا فينجا على موقع ديسكوغز (الإنجليزية)
- إلينا فينجا على موقع كينوبويسك (الروسية)